# Ère Tengi
L'ère Tengi (en japonais: 天喜) est une des ères du Japon (年号, nengō, littéralement « le nom de l'année ») suivant l'ère Eishō et précédant l'ère Kōhei s'étendant du mois de janvier 1053 au mois d'août 1058. L'empereur régnant était Go-Reizei (後冷泉天皇).

## Changement de l'ère
- 1053 Tengi 1 (天喜元年?) : Le nom de la nouvelle ère est créé pour marquer un événement ou une série d'événements. L'ère précédente se termine là où commence la nouvelle, en Eishō 7, le 11e jour du 1er mois de 1053[1].

## Événements de l'ère Tengi
- Tengi gannen (天喜元年) ou Tengi 1 (1053) :
- 1056 (Tengi 4, 7e-8te mois) : Une étoile filante est observée à l'est au lever du jour[2].
- 1057 (Tengi 5, 9e mois) : Abe no Yoritoki est tué au combat par une flèche perdue[3].

| Tengi     | 1re  | 2e   | 3e   | 4e   | 5e   | 6e   |
| Grégorien | 1053 | 1054 | 1055 | 1056 | 1057 | 1058 |